# Germania in Numidia
Germania in Numidia (łac. Diocesis  Germaniensis in Numidia) – stolica historycznej diecezji we Cesarstwie rzymskim w prowincji Numidia zlikwidowana w VII w. podczas ekspansji islamskiej, współcześnie w północnej Algierii. Obecnie katolickie biskupstwo tytularne. 

## Biskupi tytularni
| Lp. | Biskup                         | Funkcja                                    | Od                | Do                |
| --- | ------------------------------ | ------------------------------------------ | ----------------- | ----------------- |
| 1   | Augustin Bea                   | -                                          | 5 kwietnia 1962   | 19 kwietnia 1962  |
| 2   | José del Carmen Valle Gallardo | biskup pomocniczy Iquique (Chile)          | 25 lipca 1963     | 21 listopada 1966 |
| 3   | Angelo Maria Rivato            | biskup-prałat Ponta de Pedras (Brazylia)   | 13 czerwca 1967   | 26 maja 1978      |
| 4   | Domingo Salvador Castagna      | biskup pomocniczy Buenos Aires (Argentyna) | 24 listopada 1978 | 28 sierpnia 1984  |
| 5   | Isaías Duarte Cancino          | biskup pomocniczy Bucaramanga (Kolumbia)   | 10 kwietnia 1985  | 18 czerwca 1988   |
| 6   | Erwin Josef Ender              | nuncjusz apostolski                        | 15 marca 1990     | 19 grudnia 2022   |
| 7   | Paul Kyung Sang Lee            | biskup pomocniczy Seulu (Korea Południowa) | 24 lutego 2024    |                   |